# Leerstand

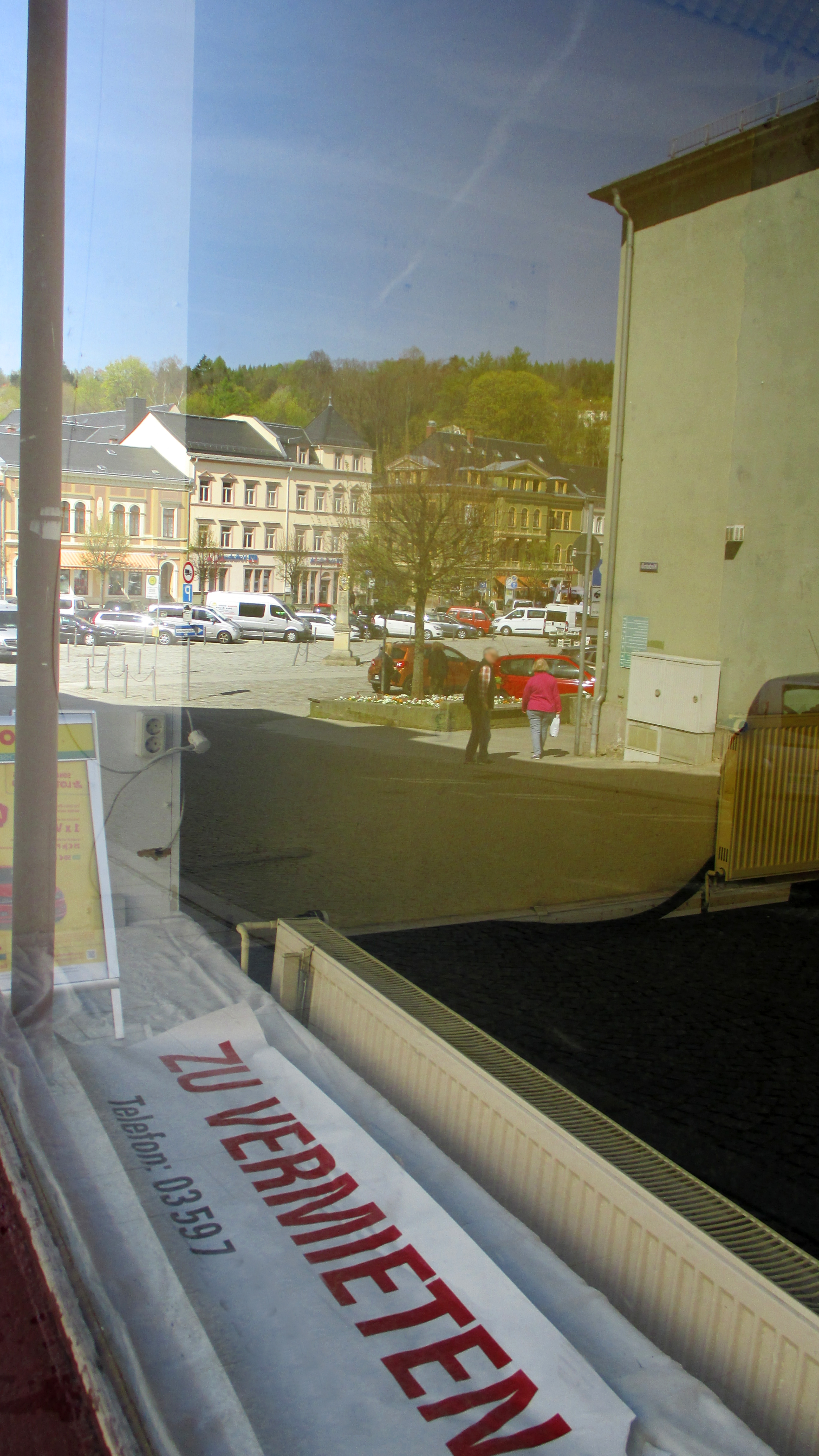
Sebnitzer Marktplatz spiegelt sich im leerstehenden Geschäft

Bei einem Leerstand (englisch vacancy) handelt es sich um ungenutzte oder unvermietete Gebäude oder Teile davon in privatem oder öffentlichem Eigentum. Erschlossene, aber unbebaute Grundstücksflächen werden dagegen als Brachland oder ungenutzte Baugrundstücke bezeichnet. Bei Innenstädten mit hohem Leerstand wird häufig von verödenden Innenstädten oder Innenstadtverödung gesprochen.
Anders als in Deutschland existiert in Österreich eine Leerstandsabgabe.

## Allgemeines
Leerstand setzt voraus, dass vorhandene Kapazitäten nicht oder nicht vollständig genutzt werden. Bei ungenutzten Freiflächen (etwa Vorgarten) handelt es sich häufig um keinen Leerstand.
Von Leerstand von Wohnungen wird nach einer gängigen Definition aus der Immobilienwirtschaft gesprochen, wenn diese auf dem Wohnungsmarkt angeboten werden und nach mindestens drei Monaten noch keine (neuen) Mieter gefunden worden sind. Wohnungsleerstand und Wohnraummangel sind typische Erscheinungen eines Angebotsüberhangs/Nachfragelücke bzw. eines Nachfrageüberhangs/Angebotslücke auf dem Immobilienmarkt.

## Arten
Unterschieden wird zwischen dem strukturellen (konjunkturellen), gebäudespezifischen, spekulativen und Leerstand durch Fluktuation:

### Struktureller Leerstand

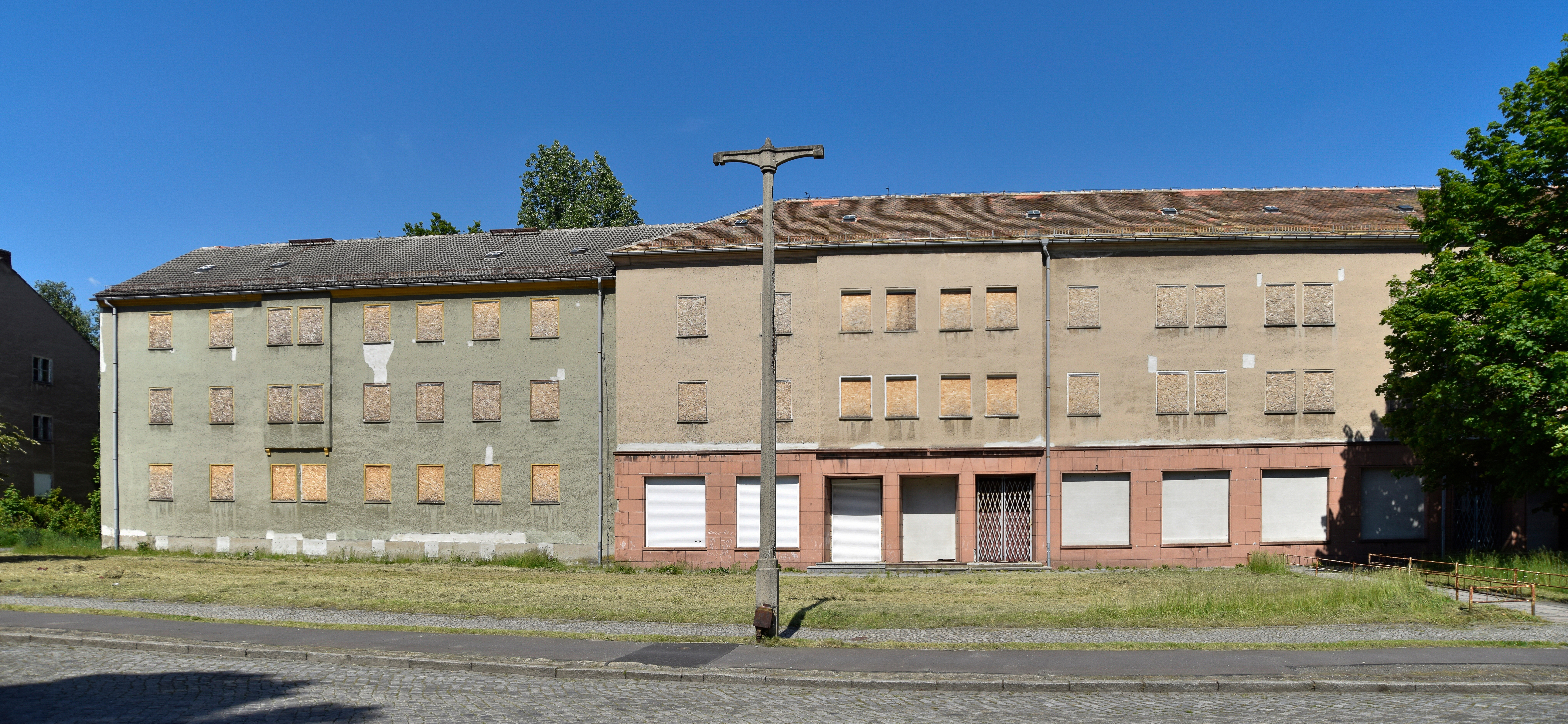
Leerstehende Gebäude im brandenburgischen Lauchhammer-Mitte

Ursachen sind demografische Veränderungen, die Konjunktur, die Marktsituation auf dem Immobilienmarkt und das Angebot in der Umgebung. Über den Bedarf hinaus gebaute Wohnungen/Geschäftsräume führen vor allem während der Rezession zum Angebotsüberhang oder zur Nachfragelücke, die sich etwa durch mangelndes Interesse oder Bedarfswandel der Nachfrager äußert. Leerstandsrisiken verringern sich bzw. verschwinden in Zeiten der Hochkonjunktur. Allerdings funktioniert dieser Ausgleich nicht immer, selbst wenn die Nachfrage wieder steigt, denn zum Beispiel „Büromärkte unterliegen häufig zyklischen Schwankungen“, weil es in der Konstruktion und Planung zu zeitlichen Verzögerungen kommt. Das Leerstandsrisiko steigt bei geringer Nachfrage, der Immobilienmarkt wird zum Mietermarkt (Käufermarkt), bei dem die Verhandlungsmacht beim Mieter liegt. Umgekehrt kann ein Vermietermarkt durch Angebotslücken oder Nachfrageüberhang entstehen; Leerstandsrisiken gibt es hier eher nicht.

### Gebäudespezifischer Leerstand
Der gebäude- oder objektspezifische Leerstand ergibt sich aus dem Objekt selbst, etwa durch seine ungünstige Lage, schlechte Mikrolage oder schlechte Objekteigenschaften eines bestimmten Gebäudes (etwa Schrottimmobilie). Die Lage bezieht sich auf einen ungünstigen Standort von Immobilien; eine schlechte Mikrolage wären beispielsweise Wohnungen im Mischgebiet gemäß § 6 Abs. 1 BauNVO. Dieser Leerstand wird nicht exogen durch den Immobilienmarkt ausgelöst, sondern der Grund ist beim Gebäude selbst zu suchen. Auch der bewusst bei Sanierung oder Ausbau (z. B. Dachgeschoss) in Kauf genommene Leerstand ist ein gebäudespezifischer Leerstand.

### Spekulativer Leerstand
Als spekulativen Leerstand bezeichnet man Gebäudeflächen, die trotz der Möglichkeit einer Nutzung vom Eigentümer nicht vermietet oder verkauft werden, weil dieser auf eine höhere Mietrendite oder einen steigenden Verkaufserlös spekuliert. In Frankreich senkte als Gegenmaßnahme eine Steuer auf leerstehende Immobilien erfolgreich die Leerstandsquote.
Langfristige vermeidbare private Leerstände von Wohnungen können ein Problem sein, wenn der Staat ein begründetes Interesse an der Erhaltung oder Bewirtschaftung dieser Gebäude hat. Das ist vor allem in Großstädten wie z. B. Hamburg der Fall: Beispiele hierfür sind denkmalgeschützte Gebäude, die nach längerem Leerstand und durch den sich dadurch verschlechternden Gebäudezustand trotz Denkmalschutz abgerissen werden dürfen.
Grundsätzlich darf ein Vermieter die Miete im Rahmen der Kappungsgrenzen und der Mietpreisbindung erhöhen, sobald der bisherige Mieter das Objekt geräumt hat; davon betroffen sind auch Objekte, deren Bau oder Bewirtschaftung vom Staat subventioniert wurden (sozialer Wohnungsbau). Auch kann durch dauerhaftes Leerstehenlassen solcher Gebäude der Bestandsschutz wegfallen. Spekulative Leerstände waren wiederholt Anlass für Hausbesetzungen, etwa im Frankfurter Häuserkampf oder in der Hafenstraße in Hamburg.

### Fluktuation
Die Fluktuation gibt die Häufigkeit von Mieterwechseln an. Leerstand kann dadurch entstehen, dass nach Ablauf eines Mietvertrages nicht übergangslos ein neuer Mietvertrag mit einem Nachfolger geschlossen werden kann. Eine Fluktuation bei Angebotsüberhang oder Nachfragelücke kann zum Senken des Mietpreises führen, umgekehrt veranlassen Angebotslücken oder Nachfrageüberhang zu Mietpreissteigerungen. Um die Flexibilität (und damit die Funktionsfähigkeit) des Immobilienmarktes zu gewährleisten, ist eine Leerstandreserve (Fluktuationsreserve) von ca. 3 % sinnvoll. Ein Lösungsansatz kann eine Zwischennutzung etwa nach dem Grundsatz „Bewachung durch Bewohnung“ sein.

## Rechtsfragen
Der Leerstand beschäftigt auch Gesetzgeber und Rechtsprechung bei wesentlichen Ertragsminderungen. Als Beispiele hierfür gelten „Ernteausfall bei Betrieben der Land- und Forstwirtschaft infolge von Naturereignissen (Hochwasser, Dürre, Hagel usw.), Leerstehen von Wohnungen oder Geschäftsräumen infolge mangelnder Mieternachfrage für die betreffenden Objekte, keine Möglichkeit zur Ausnutzung eigengewerblich genutzter Fabrikgrundstücke nach einer strukturell bedingten Aufgabe der bisherigen Produktion“. Gemäß § 33 Abs. 1 Satz 1 GrStG wird die Grundsteuer in bestimmtem Umfang erlassen, wenn bei bebauten Grundstücken der normale Rohertrag um mehr als 50 % gemindert ist und der Steuerschuldner die Minderung des Rohertrags nicht zu vertreten hat.
Einem Urteil des Bundesverwaltungsgerichts (BVerwG) zufolge ist ein Grundsteuererlass nicht nur bei atypischen und vorübergehenden Ertragsminderungen möglich, sondern auch aufgrund eines strukturellen, nicht nur vorübergehenden Leerstands zulässig. Als Anhaltspunkt für die Ermittlung der steuerlich relevanten Ertragsminderung hatte zuvor der Bundesfinanzhof (BFH) vorgegeben, dass bei Objekten, die zu Beginn eines Kalenderjahres vermietet waren, die Rohertragsminderung auf der Basis der zu diesem Zeitpunkt vereinbarten Miete zu ermitteln ist, sofern diese nicht um mehr als 20 % von der üblichen Miete abweicht und bei anderen Objekten auf der Grundlage der üblichen Miete zu ermitteln ist. Bei eigengewerblich genutzten Grundstücken ist weitere Voraussetzung, dass die Grundsteuererhebung nach den wirtschaftlichen Verhältnissen des Betriebs unbillig wäre. Dies ist nach Auffassung des BVerwG gegeben, wenn das steuerlich maßgebliche Betriebsergebnis negativ ist und die Grundsteuer einen nicht unwesentlichen Anteil (mehr als 1 %) an den gesamten Betriebsausgaben ausmacht.

## Wirtschaftliche Aspekte
Bei der Bewirtschaftung spielen insbesondere Wirtschaftlichkeit und Rentabilität, Leerstandsquote und Leerstandsrisiko eine große Rolle.

### Wirtschaftlichkeit und Rentabilität
Die Ziele der Wirtschaftlichkeit und Rentabilität können nur erfüllt werden, wenn vorhandene Kapazitäten möglichst vollständig genutzt werden, also die Kapazitätsauslastung oder der Nutzungsgrad bei (nahezu) 100 % der Kapazität liegen. Leerstand entspricht Leerkosten (ungenutzte Fixkosten bei Leerkapazität) und/oder Einnahmeausfälle (Mietausfall), die den Gewinn mindern oder den Verlust erhöhen. Leerstandskosten für einen vorübergehenden Leerstand sind gemäß § 19 Abs. 2 Nr. 3 ImmoWertV im Rahmen der Bewirtschaftungskosten als Mietausfallwagnis zu berücksichtigen, während die Leerstandskosten eines dauerhaften Leerstands den Rohertrag mindern.

### Leerstandsquote
Die Leerstandsquote ist eine mit dem Belegungsgrad vergleichbare betriebswirtschaftliche Kennzahl, die den Anteil der leer stehenden Objekte am Gesamtbestand wiedergibt:
{\displaystyle {\text{Leerstandsquote}}={\frac {\text{Leerstand}}{\text{Gesamtbestand}}}\cdot 100\,\%}.
Je höher die Leerstandsquote, umso geringer fallen Wirtschaftlichkeit und Rentabilität aus und umgekehrt. Bei schlechter Lage der Mietimmobilien gibt es eine höhere Mietrendite bei einem gleichzeitig hohen Leerstands- und Mietausfallrisiko. Eine höhere Leerstandsquote hat eine niedrigere Kapazitätsauslastung oder einen niedrigeren Nutzungsgrad zur Folge. Im Hotelwesen ist die Belegungsquote der Kehrwert der Leerstandsquote:
{\displaystyle {\text{Belegungsquote}}={\frac {\text{belegte Zimmer}}{\text{verfügbare Zimmer}}}\cdot 100\,\%}.
Sie ist in der Hotellerie die wichtigste betriebswirtschaftliche Kennzahl, denn die Zimmerauslastung stellt die größte Umsatzquelle dar. Der Sitzladefaktor (Personenbeförderung) und der Nutzladefaktor (Luftfracht) sind ähnliche Kennzahlen in der zivilen Luftfahrt.
Leerstandsquoten spielen sowohl bei der Bewertung von Immobilienunternehmen als auch als Konjunkturindikator eine Rolle. Aufgrund der verschiedenen Ursachen kann der komplette Leerstand in einer Stadt nur mit großem Aufwand oder hohen Kosten erfasst werden, und es gibt oft eine Unschärfe bei der Erfassung von Leerständen.
Die Leerstandsquote für kurzfristig vermietbare Wohnungen betrug 2014 deutschlandweit etwa 3 %, in Wachstumsregionen 1,7 %, in Stagnationsregionen 3,3 % und in Schrumpfungsregionen 5,3 %. Die Leerstandsquoten für Büroflächen der A-Standorte lagen 2016 in Frankfurt am Main bei 10,2 %, gefolgt von Hamburg (5,3 %), Köln (5,2 %), Berlin (3,5 %), Stuttgart (2,8 %) und München-Stadt (2,7 %), der Durchschnitt lag bei 5 %.

### Leerstandsrisiko
Als Leerstandsrisiko wird das ökonomische Risiko des Vermieters bezeichnet, dass eine Immobilie zeitweise eine Leerstandsquote aufweist. Dieses Risiko stellt einen kalkulatorischen Kostenbestandteil für den Vermieter dar, der auch bei der Immobilienbewertung im Rahmen des Ertragswertverfahrens berücksichtigt wird. Er ist Teil des Mietausfallwagnisses, das neben dem Leerstandsrisiko auch das Risiko des Mietausfalls (also nicht erfolgende Mietzahlungen bei vermieteten Objekten) darstellt.
Bei Sozialwohnungen wird das Leerstandsrisiko in Form des Umlageausfallwagnisses behandelt. Danach ist das Umlageausfallwagnis das Wagnis einer Einnahmeminderung, die durch uneinbringliche Rückstände von Betriebskosten oder nicht umlegbarer Betriebskosten infolge Leerstehens von zur Vermietung bestimmtem Wohnraum entsteht. Das Umlageausfallwagnis darf 2 % der im Abrechnungszeitraum auf den Wohnraum entfallenden Betriebskosten nicht übersteigen (§ 25a NMV). Soweit die Deckung von Ausfällen anders, namentlich durch einen Anspruch gegenüber einem Dritten gesichert ist, darf die Umlage nicht erhöht werden.
Das Leerstandsrisiko betrifft auch die Nebenkosten. Stehen in einem Mehrfamilienhaus einzelne Wohnungen leer, dürfen die damit verbundenen Nebenkosten nicht auf die anderen Mieter umgelegt werden. Ist eine Verteilung nach Flächen vereinbart, so kann der Vermieter im Regelfall nicht fordern, dass ungenutzte Flächen aus der Berechnung entfallen sollen. Langjährige Leerstände können die Erhaltung der Gebäude gefährden. Das Eintreten von Feuchtigkeit durch mangelhafte Beheizung oder marode Bausubstanz mit entsprechenden optischen Folgen infolge versäumter Sanierungs- und Instandhaltungsmaßnahmen bis hin zur Einsturzgefahr sind dabei häufig anzutreffende Begleitumstände. Zudem verursachen Leerstände bei den Eigentümern der Gebäude sowie bei den betroffenen Kommunen finanzielle Einbußen.

## Stadtplanung
In der Stadtplanung müssen die verschiedenen Arten der Konversion berücksichtigt werden, die zu Leerständen führen können. Wichtigstes optisches Indiz für ein kommunales Leerstandsrisiko sind vorhandene städtische Brachflächen oder Sanierungsgebiete, wo städtebauliche Sanierungsmaßnahmen stattfinden.
Vor dem Hintergrund von Leerständen und gleichzeitigem Wohnraummangel in Städten werden Möglichkeiten und Grenzen bei der Umwandlung von Büroflächen in Wohnraum eruiert. Verschiedenen Perspektiven werden analysiert, darunter baurechtliche, chronologische, typologische, technische, wirtschaftliche sowie Erschließungsaspekte und Grundrissvarianten. Umnutzungen bieten ein bedeutendes Potenzial zur Linderung des Wohnraummangel in deutschen Großstädten, sind jedoch auch mit erheblichen technischen und wirtschaftlichen Herausforderungen verbunden. Die Umnutzung ist zudem oft mit erheblichen Kosten verbunden, da umfassende bauliche Veränderungen erforderlich sind. Dies führt dazu, dass viele der potenziellen Umnutzungen wirtschaftlich nicht rentabel sind, insbesondere wenn das Ziel die Schaffung von bezahlbarem Wohnraum ist. Um das Potenzial auszuschöpfen, sind innovative Konzepte und eine enge Zusammenarbeit zwischen Politik, Stadtplanung und Immobilienwirtschaft erforderlich.

## Risikobewältigung
Das Leerstandsrisiko wird durch das Risikomanagement (Leerstandsmanagement) überwacht. Aufgabe ist es hierbei, frühzeitige Indikatoren einer Fluktuation zu erkennen (Kündigung durch Mieter) und hierauf kurzfristig unter Beachtung bestehender Kündigungsfristen durch Wiedervermietung zu reagieren. Strukturellem Leerstand kann durch bessere Bauplanung und Beobachtung der Marktentwicklung begegnet werden. Eine Mieteinnahmegemeinschaft ist ein Instrument, das Leerstandsrisiko durch eine Art Versicherung zu begrenzen. Auch Mietgarantien oder Zwischennutzungen bzw. Umnutzungen oder der Rückbau von Immobilien können das Leerstandsrisiko verringern. Das Leerstandrisiko kann schließlich durch Senkung der Miete (und damit Verringerung der Mietbelastungsquote für Mieter) oder durch vertragliche Vereinbarung eines Nachmieters vermindert werden. Für die Behandlung der großen Leerstände in den Gebieten der ehemaligen DDR siehe Stadtumbau.